# Chloroflexi
Chloroflexi sau Chlorobacteria este o încrengătură ce conține specii de bacterii diverse. Unele specii sunt termofile aerobe, altele sunt fototrofe anoxigenice (bacterii verzi). Aceste specii sunt bacterii Gram-negative în colorația Gram.